# Marek Alten
Marek Józef Alten (ur. 21 lub 22 grudnia 1883 w Złoczowie, zm. 9 grudnia 1942 w Lublinie) – polski i żydowski prawnik, działacz społeczny i dziennikarz, prezes Judenratu w getcie lubelskim od marca 1942 roku do śmierci.

## Życiorys
Syn Jakuba Hirsza i Ryfki (Rebeki) z d. Korman, jego rodzice pochodzili ze Lwowa. W młodości mieszkał we Lwowie, ukończył tam szkołę początkową oraz C.K. V Gimnazjum, gdzie w 1902 roku zdał maturę. Po maturze podjął studia na Wydziale Prawa Uniwersytetu Lwowskiego, które ukończył w 1908 roku. Praktykę adwokacką odbył w Dolinie. W 1908 roku wstąpił do Towarzystwa Gimnastycznego „Sokół” we Lwowie, został także korespondentem „Kuriera Lwowskiego”.
W 1913 roku na Uniwersytecie Lwowskim uzyskał stopień doktora praw. Praktykę adwokacją kontynuował w latach 1913–1915 we Lwowie, pracował także jako referent literacki w dzienniku „Wiek Nowy”. Egzamin adwokacki zadał w sierpniu 1915 roku w Sądzie Apelacyjnym we Lwowie, następnie został powołany do służby wojskowej w armii austro-węgierskiej. Służbę rozpoczął jako pracownik kancelarii 15 pułku piechoty w Tarnopolu, następnie został sędzią śledczym oraz obrońcą w sądach wojskowych w Morawskiej Ostrawie, Cassegliano, Udine i Elbasanie. Podczas pobytu w Morawskiej Ostrawie poślubił Dorotę Krieger, małżeństwo nie doczekało się potomstwa. 
Od 1917 roku służył w Sądzie Komendy Powiatowej w Lubartowie, a od 1918 roku w Sądzie Wojskowym Generalnego Gubernatorstwa Wojskowego w Lublinie. Dosłużył się stopnia porucznika, odznaczony został Złotym Krzyżem Zasługi na Wstędze Waleczności. W listopadzie 1918 roku w stopniu porucznika wstąpił do Wojska Polskiego, do marca 1919 roku pełnił funkcję sędziego śledczego przy Sądzie Generalnym Okręgu Lubelskiego.
Po zwolnieniu z wojska pracował w lubelskim oddziale Banku Łódzkiego, był również ławnikiem w Sądzie Apelacyjnym w Lublinie. W czerwcu 1919 roku objął stanowisko sekretarza zarządu Gminy Żydowskiej w Lublinie, funkcję tę pełnił do 1924 roku. W 1921 roku odbył półroczną aplikację w kancelarii Leona Wengierowa w Lublinie, w styczniu 1922 roku został wpisany na listę adwokatów, otworzył następnie własną kancelarię adwokacką przy ulicy Krakowskie Przedmieście 55, następnie przeniesioną na ulicę Kapucyńską 6. Stawiano mu zarzuty dyscyplinarne dotyczące werbowania klientów poprzez podstawionych pośredników. W 1932 roku wytoczono mu proces o stosowanie praktyk sprzecznych z prawem, sprawa miała dotyczyć dezertera z WP, który w 1920 roku zbiegł do Luksemburga, a Alten miał zalecać mu pozostanie za granicą w celu uniknięcia kary. Ostatecznie Alten został uniewinniony.
W 1924 roku został wybrany do Rady Gminy Żydowskiej, zasiadając w niej do 1939 roku. W 1931 roku został wybrany na stanowisko przewodniczącego rady, w związku ze sprzeciwem Ministerstwa Wyznań Religijnych i Oświecenia Publicznego nie objął jednak stanowiska. Sytuacja powtórzyła się w następnym roku. Był działaczem lubelskiego oddziału Ogólnych Syjonistów, był również członkiem oddziału Towarzystwa Przyjaciół Uniwersytetu w Jerozolimie oraz Towarzystwa Ochrony Zdrowia oraz ORT-u, w skład którego Rady Naczelnej wszedł w lutym 1939 roku. W latach 1929–1934 zasiadał z ramienia syjonistów w lubelskiej radzie miejskiej. Przed wybuchem II wojny światowej został członkiem Ligi Obrony Powietrznej i Przeciwgazowej oraz Komitetu Pomocy Uchodźcom z Niemiec.
Sierpień 1939 roku spędził w Warszawie, pod koniec miesiąca powrócił do Lublina. Podczas kampanii wrześniowej w wyniku bombardowania całkowicie zniszczone zostało jego mieszkanie, w związku z czym zamieszkał przy ulicy Peowiaków 6. W połowie września 1939 roku wszedł w skład Zarządu Gminy Żydowskiej, został także członkiem Obywatelskiej Straży Bezpieczeństwa w Lublinie.
24 stycznia 1940 roku wszedł w skład lubelskiego Judenratu, a dzień później wybrany został jego wiceprezesem oraz członkiem prezydium odpowiedzialnym za utrzymywanie kontaków z instytucjami niemieckimi oraz nadzór nad policją żydowską. W maju 1940 roku wszedł w skład Rady Szpitala Żydowskiego, penił również funkcję członka Prezydium Żydowskiej Samopomocy Społecznej oraz doradcy ŻSS przy szefie dystryktu lubelskiego. 31 marca 1942 roku został mianowany prezesem Judenratu w miejsce deportowanego do obozu zagłady w Bełżcu Henryka Bekkera. Po utworzeniu getta szczątkowego na Majdanie Tatarskim zamieszkał przy ulicy Majdanek 26 lub 34, prawdopodobnie z powodu przeludnienia musiał dzielić mieszkanie z sublokatorem. Zginął wraz z żoną podczas likwidacji getta, 9 listopada 1942 roku. Został zastrzelony w budynku Judenratu przez SS-Hauptsturmführera Hermanna Worthoffa lub jego podwładnego o nazwisku Hübner.

## Ocena
W większości wspomnień spisanych przez więźniów lubelskiego getta Altenowi zarzuca się gorliwe wykonywanie rozporządzeń władz okupacyjnych oraz współpracę z okupantami w bardzo szerokim zakresie. W niektórych wspomnieniach oskarżany jest o bycie agentem Gestapo.